# Douglas O-43
El Douglas O-43 fue un avión monoplano de observación usado por el Cuerpo Aéreo del Ejército de los Estados Unidos, construido por Douglas en los años 30 del siglo XX.

## Desarrollo y diseño
Cinco aviones Y1O-31A de pruebas de servicio fueron ordenados en 1931, y al ser entregados al USAAC a principios de 1933, fueron designados Y1O-43. Diferían de la configuración final del O-31A en un ala en parasol arriostrada por cable y un empenaje y timón nuevos. Una orden de 23 aviones O-43A fue completada durante 1934, con un fuselaje alargado, que eliminaba la necesidad de la cúpula ventral bajo la posición del observador. Equipado con un motor en línea Curtiss V-1570-59 de 675 hp, también tenía superficies verticales más altas con el timón incrustado, similar al O-31A. La cubierta fue alargada, quedando totalmente cerradas las dos cabinas. Los O-43 y O-43A sirvieron con los escuadrones de observación del USAAC durante varios años antes de ser asignados a unidades de la Guardia Nacional, como el 111th Reconnaissance Squadron en Brownwood Airfield, Texas, el 15th Observation Squadron en Fort Sill, Oklahoma, y el 3rd Observation Squadron en Langley Field, Virginia.
El fuselaje número 24 del contrato del O-43A fue completado como el prototipo del XO-46.

## Variantes
Y1O-43
Redesignación del Y1O-31A. Cinco construidos.
O-43A
Aviones de serie con modificaciones menores. 23 construidos.

## Operadores
Estados Unidos
- Cuerpo Aéreo del Ejército de los Estados Unidos
- Guardia Nacional de los Estados Unidos

## Especificaciones (O-43A)
Referencia datos: "United States Military Aircraft Since 1909" by F. G. Swanborough & Peter M. Bowers (Putnam New York, ISBN 0-85177-816-X) 1964, 596 pp.

### Características generales
- Tripulación: Dos
- Longitud: 10,3 m (33,9 ft)
- Envergadura: 13,9 m (45,7 ft)
- Altura: 3,7 m (12,3 ft)
- Superficie alar: 31,6 m² (340,1 ft²)
- Peso vacío: 1875,6 kg (4133,8 lb)
- Peso cargado: 2404 kg (5298,4 lb)
- Planta motriz: 1× motor lineal V-12 refrigerado por agua Curtiss V-1570-59.
  - Potencia: 540 kW (744 HP; 734 CV)
- Hélices: 1× Tripala metálica por motor.

### Rendimiento
- Velocidad máxima operativa (Vno): 306 km/h (190 MPH; 165 kt)
- Velocidad crucero (Vc): 262 km/h (163 MPH; 141 kt)
- Techo de vuelo: 6828 m (22 400 ft)
- Régimen de ascenso: 7,7 m/s (1516 ft/min)
- Carga alar: 77 kg/m² (15,8 lb/ft²)
- Potencia/peso: 0,209 kW/kg (0,127 hp/lb )
- Tiempo a altitud: 3 min, 18 s a 1500 m (5000 pies)

### Armamento
- Ametralladoras: 

  - 2x M1919 de 7,62 mm (una frontal fija y una flexible)

## Aeronaves relacionadas

### Desarrollos relacionados
- Douglas O-31
- Douglas O-46

### Aeronaves similares
- Heinkel He 46
- Breguet 270 Series
- RWD-14 Czapla

### Secuencias de designación
- Secuencia O-_ (Aviones de Observación del USAAC/USAAF, 1924-1942): ← O-40 - O-41 - O-42 - O-43 - O-44 - O-45 - O-46 →